# Parti progressiste canadien
Ne doit pas être confondu avec Parti progressiste du Canada.
Le Parti progressiste canadien (Parti PC, en anglais : Progressive Canadian Party, PC Party) est un parti politique fédéral mineur au Canada. C'est un parti centriste qui s'est enregistré auprès d'Élections Canada (l'organisme supervisant les élections fédérales du Canada) le 29 mars 2004.

## Fondation et élections de 2004
Après la dissolution de Parti progressiste-conservateur du Canada et sa fusion avec l'Alliance canadienne pour former le nouveau Parti conservateur du Canada, le Parti progressiste canadien a été formé par des membres de l'aile « libérale » du parti progressiste-conservateur (« red Tories ») qui s'opposaient à la fusion.  Un des organisateurs, Joe Hueglin, est un ancien député progressiste-conservateur de Niagara Falls, en Ontario.
En annonçant la création du parti, Joe Hueglin déclare qu'il y avait douze candidats potentiels et une liste de diffusion de 330 personnes. Le parti présente 16 candidats aux élections fédérales canadiennes de 2004, la plupart en Ontario et en Nouvelle-Écosse. Bien qu'ils ne récoltent pas un grand nombre de votes, certains candidats comme Derrall Bellaire dans London—Fanshawe et Dorian Baxter dans Newmarket—Aurora retinrent un peu l'attention des médias.
En 2005, le parti organise un congrès pour élaborer un programme politique et élire un chef. Il établit également le Fonds PC Macdonald-Cartier pour faire la collecte de fonds pour le parti, sous la direction de Sinclair Stevens, qui avait été ministre dans le gouvernement progressiste-conservateur de Brian Mulroney avant de démissionner à la suite d'allégations de conflits d'intérêts (il fut subséquemment acquitté de ces accusations).
Le 17 novembre 2005, une action en justice de Stevens visant à forcer le directeur d'Élections Canada, Jean-Pierre Kingsley, à révoquer la fusion entre le Parti progressiste-conservateur du Canada et l'Alliance canadienne est rejetée par la Cour d'appel fédérale. Le tribunal affirme toutefois que Kingsley a commis une erreur en n'attendant pas 30 jours avant d'enregistrer la fusion. Stevens en appelle de la décision à la Cour suprême du Canada mais, le 27 avril 2006, celle-ci annonce qu'elle refusait d'entendre la cause de Stevens. Comme à l'accoutumée, la Cour n'a donné aucune raison pour sa décision.

## Politiques et objectifs
Le Parti progressiste canadien vise à être le successeur idéologique de l'ancien Parti progressiste-conservateur, dont il a repris le programme politique, l'acronyme (Parti PC) et le style de logo, à défaut d'avoir été autorisé à en reprendre le nom. Aucun député ou sénateur actuel ne s'est joint à la formation, et peu de personnalités connues y sont associées, mis à part Sinclair Stevens et Heward Grafftey, ex-ministre du cabinet progressiste-conservateur et candidat à la direction de ce parti. L'opinion de l'ancien candidat à la direction du Parti progressiste-conservateur David Orchard au sujet du nouveau parti demeure inconnue. Orchard s'opposait farouchement à la fusion du Parti progressiste-conservateur avec l'Alliance canadienne. Durant l'élection de 2006, Orchard a appuyé et plus tard a adhéré au Parti libéral.
Le parti a adopté la dernière plateforme politique du Parti progressiste-conservateur jusqu'à ce qu'il soit capable de développer ses propres politiques. Le logo officiel du nouveau parti et les initiales « PC » sont très similaires à ceux de l'ancien parti, dans le but explicite de faire symboliquement référence à ce dernier.

## Élection de 2006
Le chef et fondateur du parti, Ernie Schreiber, démissionne en 2005 à cause de problèmes cardiaques. Tracy Parsons est choisie pour lui succéder. Le parti présente 25 candidats lors des élections fédérales canadiennes de 2006. L'ex-ministre Heward Grafftey se porte notamment candidat pour le Parti progressiste dans cette élection.
Au début du mois de novembre 2007, la chef du parti Tracy Parsons, le président Jim Love, les membres de l'exécutif et plusieurs autres membres du parti annoncent qu'ils quittent le Parti progressiste et accordent leur appui au Parti libéral du Canada, expliquant qu'ils en sont venus à la conclusion que les principes politiques des deux partis sont pratiquement identiques.
Le Parti progressiste a remplacé les démissionnaires et a annoncé qu'il continuait ses activités.  Sinclair Stevens a été désigné comme chef. En 2016, celui-ci a été remplacé par Joe Hueglin à titre de chef intérimaire.

## Résultats électoraux
| Élection | #candidats | # de votes | % du suffrage populaire | % des suffrages dans les comtés avec candidat PC | # sièges obtenus |
| -------- | ---------- | ---------- | ----------------------- | ------------------------------------------------ | ---------------- |
| 2004     | 16         | 10 733     | 0,08 %                  | 1,40 %                                           | 0                |
| 2006     | 25         | 14 151     | 0,1 %                   | 1,1 %                                            | 0                |
| 2008     | 10         | 5 920      | 0,04 %                  | 1,2 %                                            | 0                |
| 2011     | 9          | 5 790      | 0,04 %                  | 1,07 %                                           | 0                |
| 2015     | 8          | 4 476      | 0,03 %                  |                                                  | 0                |